# Linea Seibu Shinjuku
La  Linea Seibu Shinjuku (西武新宿線?, Seibu Shinjuku-sen) gestita dalle Ferrovie Seibu è una ferrovia a scartamento ridotto che collega le stazioni di Seibu-Shinjuku a Tokyo e Hon-Kawagoe a Kawagoe, passando per i sobborghi a nord-ovest di Tokyo, come Tokorozawa, dove incrocia la linea Seibu Ikebukuro.

## Caratteristiche ferroviarie
La linea è a doppio binario per tutto il tracciato, ad eccezione di un tratto di 1,1 km nei pressi del capolinea di Hon-Kawagoe. È inoltre completamente elettrificata in corrente continua a 1500 volt con catenaria. Solo il tratto tra Seibu-Shinjuku e Takadanobaba è elevato, mentre il resto appoggia sul terreno costringendo i treni a effettuare curve toruose tra le case. Dalla stazione di Kodaira si dirama la linea Haijima con la quale la ha servizi diretti. A differenza della sua sorella, la linea Seibu Ikebukuro, non presenta servizi diretti né con altre compagnie ferroviarie né con la metropolitana di Tokyo, nonostante un tentativo fallito di avere servizi diretti con la linea Tozai.

## Servizi e stazioni

### Tipologie di servizi
Le abbreviazioni sono utili alla tabella sottostante, non sono formalmente utilizzate.
- Locale (各駅停車?, Kakueki-Teisha) (Ferma in tutte le stazioni)
- Semi-Espresso (準急?, Junkyū) (SE)
- Espresso (急行?, Kyūkō) (E)
- Espresso pendolari (通勤急行?, Tsūkin Kyūkō) (EP) Solo nell'ora di punta mattutina e solo ritorno per Seibu-Shinjuku
- Espresso Rapido (快速急行?, Kaisoku Kyūkō) (ER) Solo nei fine settimana e vacanze, sola andata per Hon-Kawagoe
- Haijima Liner (拝島ライナー?, Haijima Rainā) (HL) Introdotto nel Marzo 2018. Solo nell'ora di punta serale e sola andata per Haijima (Linea Seibu Haijima)
- Espresso limitato "Koedo" (特急 "小江戸"?, Tokkyū "Koedo") (EL)

### Stazioni
●: il treno ferma
|: il treno non ferma
↑,↓: il treno non ferma ed è unidirezionale
△: il treno ferma ma solo per imbarcare
| Numero | Stazione         | Giapponese | Distanza | SE | E  | EP | ER | HL                        | EL | Collegamenti | Posizione                                | Posizione |
| ------ | ---------------- | ---------- | -------- | -- | -- | -- | -- | ------------------------- | -- | --- | ---------------------------------------- | --------- |
| SS01   | Seibu-Shinjuku   | 西武新宿   | 0.0      | ●  | ●  | ●  | ●  | ●                         | ●  | Presso la stazione di Shinjuku: ■ Linea Chūō ■ Linea Chūō-Sōbu ■ Linea Yamanote ■ Linea Saikyō ■ Linea Shōnan-Shinjuku ● Linea Keiō ● Nuova linea Keiō ● Linea Odakyū Odawara Linea Marunouchi Linea Shinjuku Linea Ōedo (Stazione di Shinjuku-Nishiguchi) | Shinjuku                                 | Tokyo     |
| SS02   | Takadanobaba     | 高田馬場   | 2.0      | ●  | ●  | ●  | ●  | △                         | ●  | Linea Yamanote | Shinjuku                                 | Tokyo     |
| SS03   | Shimo-Ochiai     | 下落合     | 3.2      | \| | \| | ↑  | ↓  | ↓                         | \| | | Shinjuku                                 | Tokyo     |
| SS04   | Nakai            | 中井       | 3.9      | \| | \| | ↑  | ↓  | ↓                         | \| | Linea Ōedo | Shinjuku                                 | Tokyo     |
| SS05   | Araiyakushimae   | 新井薬師前 | 5.2      | \| | \| | ↑  | ↓  | ↓                         | \| | | Nakano                                   | Tokyo     |
| SS06   | Numabukuro       | 沼袋       | 6.1      | \| | \| | ↑  | ↓  | ↓                         | \| | | Nakano                                   | Tokyo     |
| SS07   | Nogata           | 野方       | 7.1      | \| | \| | ↑  | ↓  | ↓                         | \| | | Nakano                                   | Tokyo     |
| SS08   | Toritsukasei     | 都立家政   | 8.0      | \| | \| | ↑  | ↓  | ↓                         | \| | | Nakano                                   | Tokyo     |
| SS09   | Saginomiya       | 鷺ノ宮     | 8.5      | ●  | ●  | ●  | ↓  | ↓                         | \| | | Nakano                                   | Tokyo     |
| SS10   | Shimo-Igusa      | 下井草     | 9.8      | \| | \| | ↑  | ↓  | ↓                         | \| | Suginami |                                          | Tokyo     |
| SS11   | Iogi             | 井荻       | 10.7     | \| | \| | ↑  | ↓  | ↓                         | \| | Suginami |                                          | Tokyo     |
| SS12   | Kami-Igusa       | 上井草     | 11.7     | \| | \| | ↑  | ↓  | ↓                         | \| | Suginami |                                          | Tokyo     |
| SS13   | Kami-Shakujii    | 上石神井   | 12.8     | ●  | ●  | ●  | ↓  | ↓                         | \| | Nerima |                                          | Tokyo     |
| SS14   | Musashi-seki     | 武蔵関     | 14.1     | ●  | \| | ↑  | ↓  | ↓                         | \| | Nerima |                                          | Tokyo     |
| SS15   | Higashi-Fushimi  | 東伏見     | 15.3     | ●  | \| | ↑  | ↓  | ↓                         | \| | Nishitōkyō |                                          | Tokyo     |
| SS16   | Seibu-Yagisawa   | 西武柳沢   | 16.3     | ●  | \| | ↑  | ↓  | ↓                         | \| | Nishitōkyō |                                          | Tokyo     |
| SS17   | Tanashi          | 田無       | 17.6     | ●  | ●  | ●  | ●  | ↓                         | \| | Nishitōkyō |                                          | Tokyo     |
| SS18   | Hanakoganei      | 花小金井   | 19.9     | ●  | ●  | ↑  | ↓  | ↓                         | \| | Kodaira |                                          | Tokyo     |
| SS19   | Kodaira          | 小平       | 22.6     | ●  | ●  | ↑  | ↓  | ●                         | \| | Kodaira | Linea Seibu Haijima                      | Tokyo     |
| SS20   | Kumegawa         | 久米川     | 24.6     | ●  | ●  | ↑  | ↓  | Prosegue su linea Haijima | \| | | Higashimurayama                          | Tokyo     |
| SS21   | Higashi-Murayama | 東村山     | 26.0     | ●  | ●  | ●  | ●  | Prosegue su linea Haijima | \| | Linea Seibu Kokubunji Linea Seibu Seibu-en | Higashimurayama                          | Tokyo     |
| SS22   | Tokorozawa       | 所沢       | 28.9     | ●  | ●  | ●  | ●  | Prosegue su linea Haijima | ●  | Linea Seibu Ikebukuro | Tokorozawa                               | Saitama   |
| SS23   | Kōkū-kōen        | 航空公園   | 30.5     | ●  | ●  | ↑  | ↓  | Prosegue su linea Haijima | \| | | Tokorozawa                               | Saitama   |
| SS24   | Shin-Tokorozawa  | 新所沢     | 31.7     | ●  | ●  | ●  | ●  | Prosegue su linea Haijima | \| | | Tokorozawa                               | Saitama   |
| SS25   | Iriso            | 入曽       | 35.6     | ●  | ●  | ↑  | ●  | Prosegue su linea Haijima | \| | Sayama |                                          | Saitama   |
| SS26   | Sayamashi        | 狭山市     | 38.6     | ●  | ●  | ●  | ●  | Prosegue su linea Haijima | ●  | Sayama |                                          | Saitama   |
| SS27   | Shin-Sayama      | 新狭山     | 41.3     | ●  | ●  | ↑  | ●  | Prosegue su linea Haijima | \| | Sayama |                                          | Saitama   |
| SS28   | Minami-Ōtsuka    | 南大塚     | 43.9     | ●  | ●  | ↑  | ●  | Prosegue su linea Haijima | \| | Kawagoe |                                          | Saitama   |
| SS29   | Hon-Kawagoe      | 本川越     | 47.5     | ●  | ●  | ●  | ●  | Prosegue su linea Haijima | ●  | Kawagoe | Linea Tōbu Tōjō (Stazione di Kawagoeshi) | Saitama   |

## Materiale rotabile
Il materiale rotabile è molto simile a quello utilizzato sulla linea Ikebukuro
- Seibu Serie 2000
- Seibu Serie 6000
- Seibu Serie 10000 (Usato per l'espresso limitato Koedo)
- Seibu Serie 20000
- Seibu Serie 30000
- Seibu Serie 40000 (Usato anche per i servizi Haijima-Liner in quanto usa sedili rotanti)